# Karin Hardt

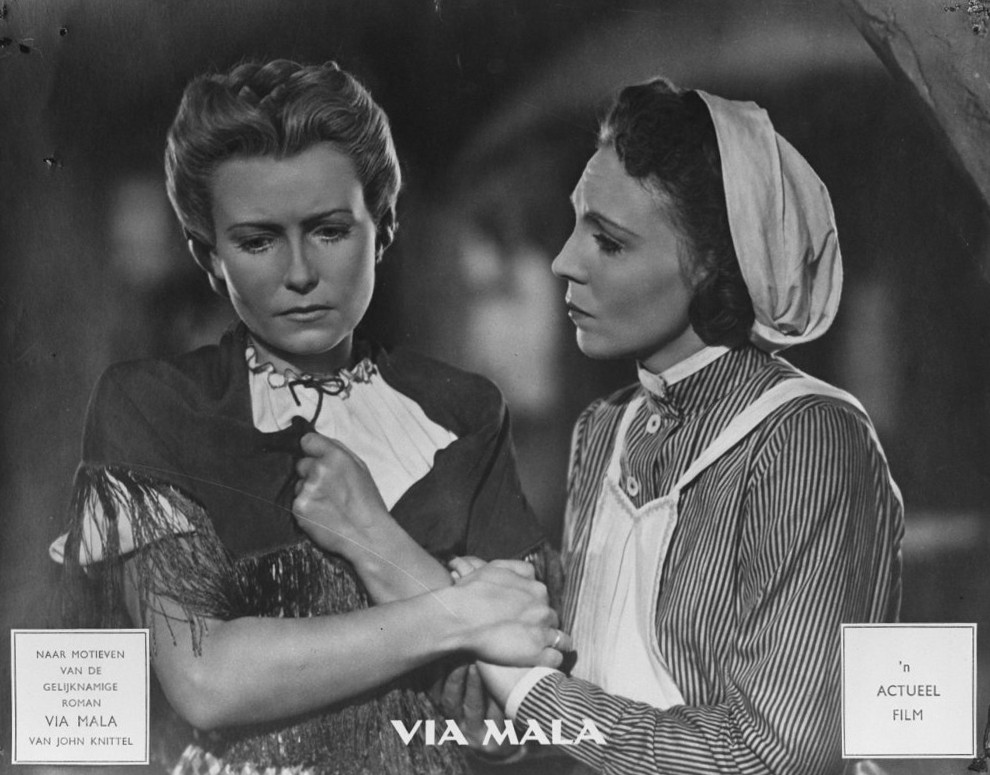
Karin Hardt (links) und Hilde Körber in dem Film Via Mala (1945)

Karin Therese Meta Hardt (* 28. April 1910 in Altona; † 5. März 1992 in Berlin) war eine deutsche Schauspielerin.

## Leben
Die Tochter eines Kaufmanns nahm nach dem Besuch eines Lyzeums zunächst privaten Schauspielunterricht bei Alex Otto und erhielt Theaterengagements in Mönchengladbach, Rheydt und Altenburg. Auf die attraktive Schauspielerin wurde schnell der Film aufmerksam. 1931 gab sie mit Vater geht auf Reisen ihr Filmdebüt und avancierte in den kommenden Jahren schnell zu einem beliebten Star. Zu ihren bekanntesten Filmen der 1930er Jahre gehören Ein gewisser Herr Gran (1933) neben Hans Albers, Barcarole (1935), Die Umwege des schönen Karl (1938) und Menschen vom Variete (1939), wo sie als naive blonde Konkurrentin von La Jana eingesetzt wurde. In den Kriegsjahren wurden die Filmengagements seltener. Sie agierte unter anderem in Kameraden (1941) und Via Mala (1944). Sie stand 1944 in der Gottbegnadeten-Liste des Reichsministeriums für Volksaufklärung und Propaganda.
Nach dem Krieg folgten nur noch wenige weitere Filmauftritte wie etwa als Königin in Fritz Genschows Märchenfilm Dornröschen (1955), neben Horst Buchholz in Endstation Liebe (1957) und neben Kirk Douglas in Stadt ohne Mitleid (1961). Stattdessen spielte sie wieder vorwiegend auf der Bühne, unter anderem in Berlin, Hamburg, Aachen und Köln.
Ab den 1960er Jahren erhielt sie vermehrt Rollenangebote beim Fernsehen. Nach Rollen in den Serien Bei uns zu Haus (1963), Der Forellenhof (1965), Die Unternehmungen des Herrn Hans (1976) und als Großmutter in Ein Jahr ohne Sonntag sowie Filmen wie Schöner Gigolo, armer Gigolo (1979; unter der Regie von David Hemmings) spielte sie von 1985 bis 1986 die Haushälterin Käti in der erfolgreichen ZDF-Serie Die Schwarzwaldklinik und im Jahr 1988 die Mutter von Robert Liebling in der ARD-Serie Liebling Kreuzberg. 1991 stand sie für Mrs. Harris und der Heiratsschwindler an der Seite von Inge Meysel ein letztes Mal vor der Kamera. Außerdem spielte sie in der Fernsehserie Die Wicherts von nebenan die Reichsgräfin von Strelenau.
Karin Hardt war ab 1933 mit dem Regisseur Erich Waschneck verheiratet. Ihre zweite, später geschiedene Ehe schloss sie mit Rolf von Goth. 1983 erhielt sie das Filmband in Gold für langjähriges und hervorragendes Wirken im deutschen Film.
Karin Hardt lebte nach der Scheidung von ihrem zweiten Mann Rolf von Goth in Berlin. Am 5. März 1992 verstarb sie im Alter von 81 Jahren. Sie wurde anonym auf dem Friedhof Wilmersdorf in Berlin beigesetzt.

## Filmografie (Auswahl)
- 1932: Vater geht auf Reisen
- 1932: Acht Mädels im Boot
- 1932: An heiligen Wassern
- 1932: Scherben bringen Glück (Kurzfilm)
- 1933: Die blonde Christl
- 1933: Ein gewisser Herr Gran
- 1933: Hände aus dem Dunkel
- 1933: Abel mit der Mundharmonika
- 1934: Schön ist es, verliebt zu sein
- 1934: Jede Frau hat ein Geheimnis
- 1934: Zwischen Himmel und Erde
- 1934: Die Liebe und die erste Eisenbahn
- 1935: Hermine und die sieben Aufrechten
- 1935: Die törichte Jungfrau
- 1935: Barcarole
- 1935: Das Lied der Liebe
- 1936: Arzt aus Leidenschaft
- 1936: Port Arthur
- 1936: Der Abenteurer von Paris
- 1937: Liebe geht seltsame Wege
- 1937: Daphne und der Diplomat
- 1938: Der Mann, der nicht nein sagen kann
- 1938: Heiraten - aber wen?
- 1938: Peter spielt mit dem Feuer
- 1938: Die Umwege des schönen Karl
- 1938: Die Frau am Scheidewege
- 1939: Fasching
- 1939: Menschen vom Varieté
- 1939: Dein Leben gehört mir
- 1939: Sommer, Sonne, Erika
- 1941: Kameraden
- 1941: Männerwirtschaft
- 1941: Familienanschluß
- 1942: Sein Sohn
- 1943: Liebe, Leidenschaft und Leid
- 1944: Schicksal am Strom
- 1944: Das Hochzeitshotel
- 1945: Ein Mann wie Maximilian
- 1945: Via Mala
- 1948: Eine reizende Familie
- 1949: Madonna in Ketten
- 1950: Vier Treppen rechts
- 1950: So sind die Frauen
- 1955: Die Toteninsel
- 1955: Dornröschen
- 1955: Suchkind 312
- 1958: Endstation Liebe
- 1959: Der blaue Strohhut (Fernsehfilm)
- 1960: Einer von Sieben (Fernsehfilm)
- 1961: Stadt ohne Mitleid (Town Without Pity)
- 1963/64: Bei uns zu Haus (Fernsehserie, 13 Folgen)
- 1965/66: Der Forellenhof (Fernsehserie, 6 Folgen)
- 1968: Till, der Junge von nebenan (Fernsehserie, Folge Die Musikstunde)
- 1968: Einer fehlt beim Kurkonzert (Fernsehfilm)
- 1969: Sie schreiben mit (Fernsehserie, Folge Der Neffe)
- 1969/70: Kapitän Harmsen (Fernsehserie, 4 Folgen)
- 1970: Ein Jahr ohne Sonntag (Fernsehserie, 1 Folge)
- 1971: Der Raub der Sabinerinnen (Fernsehversion des Theaterstücks)
- 1973: Lokaltermin (Fernsehserie, Folge Die Herrenpartie)
- 1976/77: Die Unternehmungen des Herrn Hans (Fernsehserie, 10 Folgen)
- 1977: Ein Mann kam im August (Fernsehserie, 6 Folgen)
- 1977: Derrick (Fernsehserie, Folge Das Kuckucksei)
- 1978: Derrick (Fernsehserie, Folge Die verlorenen Sekunden)
- 1978: Schöner Gigolo, armer Gigolo
- 1981: Tatort: Slalom
- 1981: Der Schluckauf
- 1984: Tatort: Verdeckte Ermittlung
- 1985/87: Die Schwarzwaldklinik (Fernsehserie, 21 Folgen)
- 1987: Beule oder Wie man einen Tresor knackt (Fernsehfilm)
- 1988: Liebling Kreuzberg (Fernsehserie, 2 Folgen)
- 1989: Ein Heim für Tiere (Fernsehserie, Folge Peggys Double)
- 1990: Kartoffeln mit Stippe
- 1988: Liebling Kreuzberg (Fernsehserie, 2 Folgen)
- 1991: Die Wicherts von nebenan (Fernsehserie, 10 Folgen)
- 1991: Mrs. Harris (Fernsehserie, Folge Mrs. Harris und der Heiratsschwindler)
- 1991: Der Landarzt (Fernsehserie, Folge Herzensangelegenheiten)
- 1992: Mit Herz und Schnauze (Fernseh-Miniserie, 3 Folgen)